# Guberniany Etap Podolski
Guberniany Etap Podolski – okręg etapowy Wojska Polskiego funkcjonujący w okresie wojny polsko-bolszewickiej.

## Formowanie i zmiany organizacyjne
W celu usprawnienia kierowania polskimi formacjami i urządzeniami etapowymi na terytorium prawobrzeżnej Ukrainy utworzono Dowództwo Etapów Wojsk Polskich na Ukrainie z siedzibą w Winnicy. Jego zadaniem było zabezpieczenie tyłów wojsk polskich operujących na Ukrainie, eksploatacja obszaru Ukrainy, zapewnienie bezpieczeństwa linii komunikacyjnych, współpraca z władzami URL i pomoc w formowaniu armii ukraińskiej.
Resztę obszaru Ukrainy prawobrzeżnej podzielono na trzy Dowództwa Gubernialne Etapów: Kijowskie z siedzibą w Kijowie, Wołyńskie z siedzibą w Żytomierzu i Podolskie z siedzibą w Barze z powiatami Mohyłów, Winnica, części powiatów Lityń, Nowa Uszyca, Latyczew. Wszystkie DGE podlegały Dowództwu Etapów Wojsk Polskich na Ukrainie. 
Na dowódcę wyznaczony został płk Franciszek Fabry

## Struktura organizacyjna
Struktura na dzień 3 czerwca 1920
| Batalion                           | Miejsce postoju |
| ---------------------------------- | --------------- |
| III Kielecki batalion etapowy      | Winnica         |
| III Łódzki batalion etapowy        | Bar             |
| I Poznański batalion wartowniczy   | Żmerynka        |
| 6/II Lubelski batalion wartowniczy | Koziatyn        |